# Arcangelo Guglielmelli

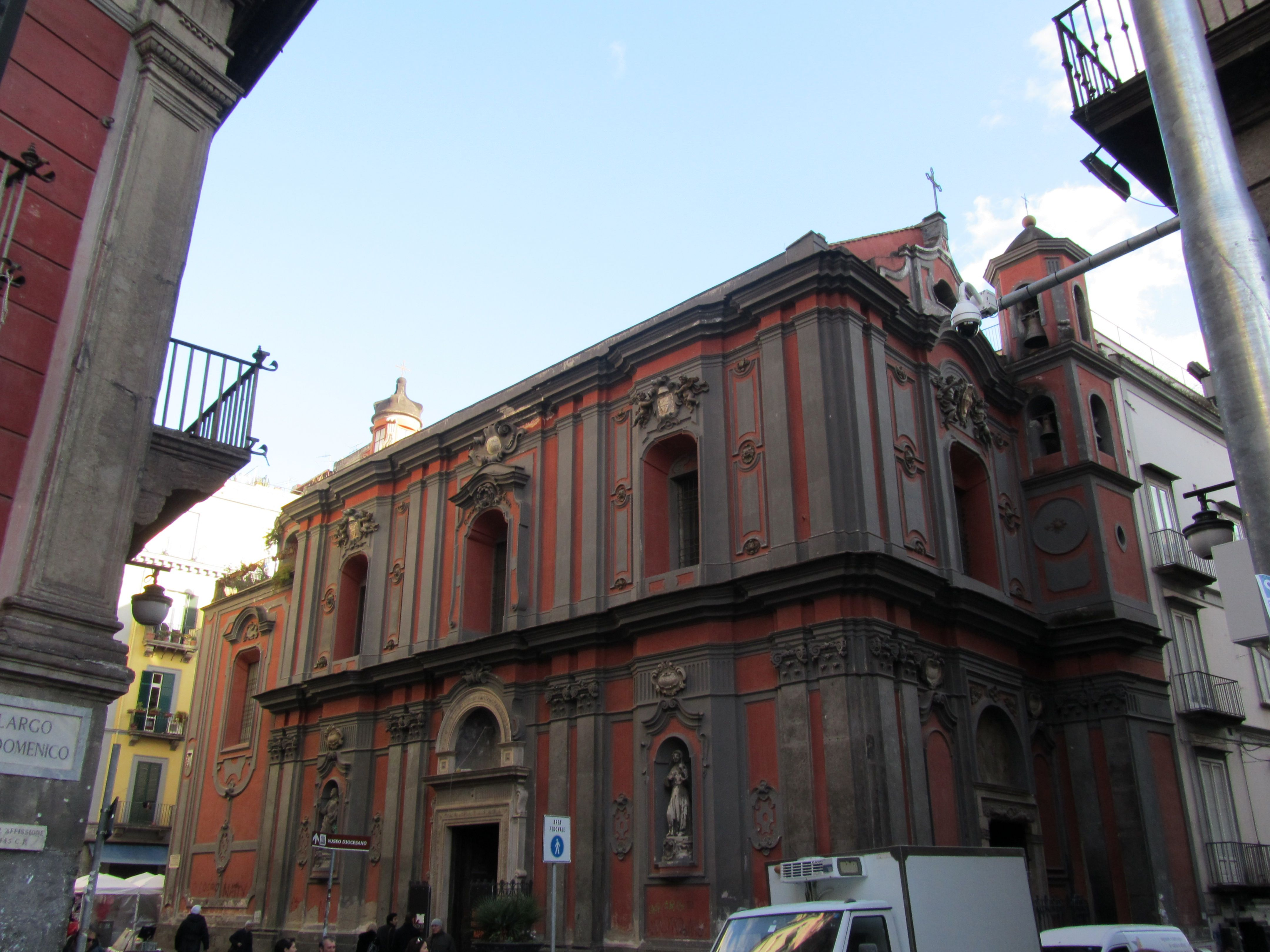
Sant'Angelo a Nilo: Decorazione a stucco in facciata

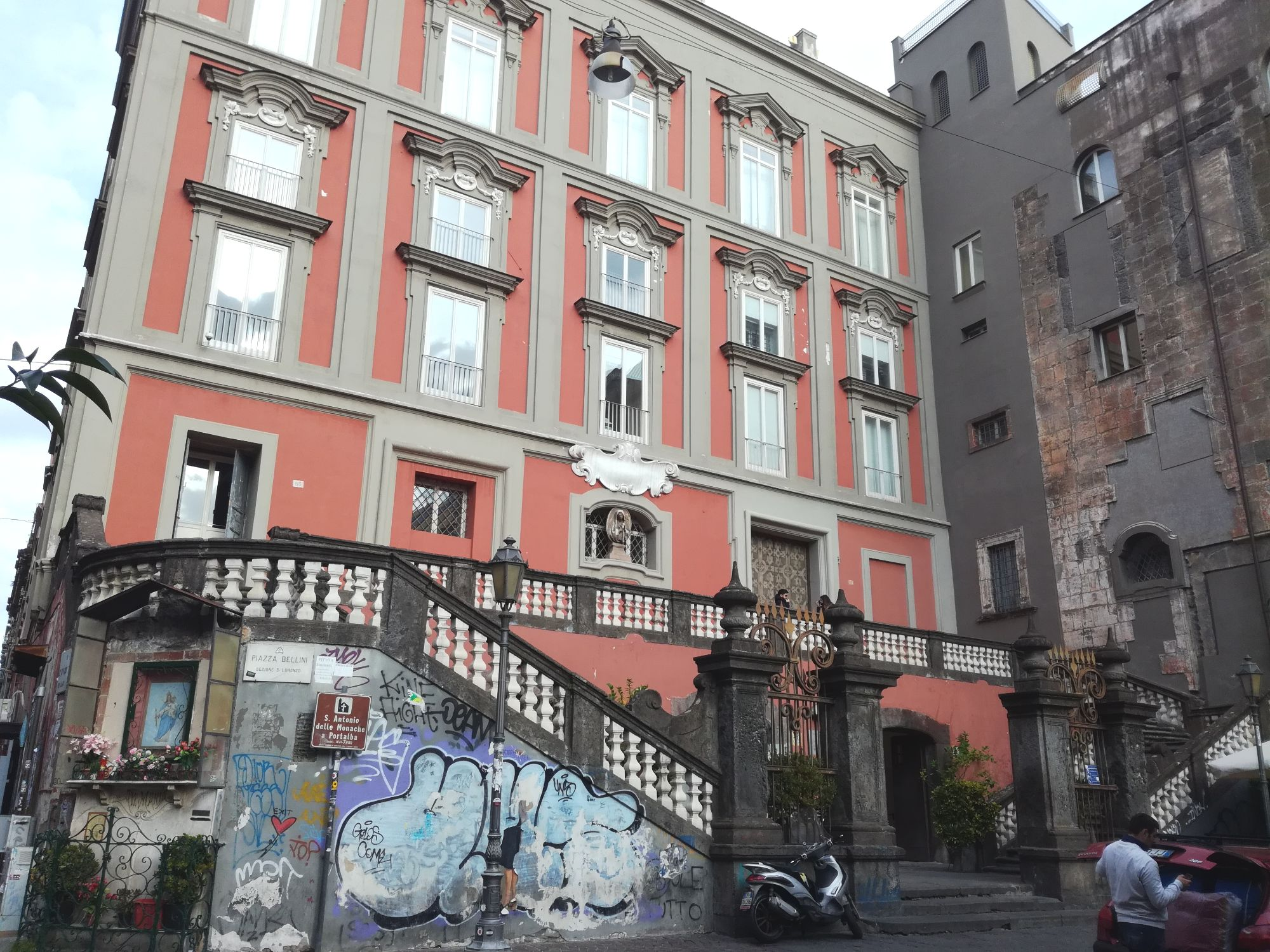
Complesso di Sant'Antonio delle Monache a Port'Alba: Facciata

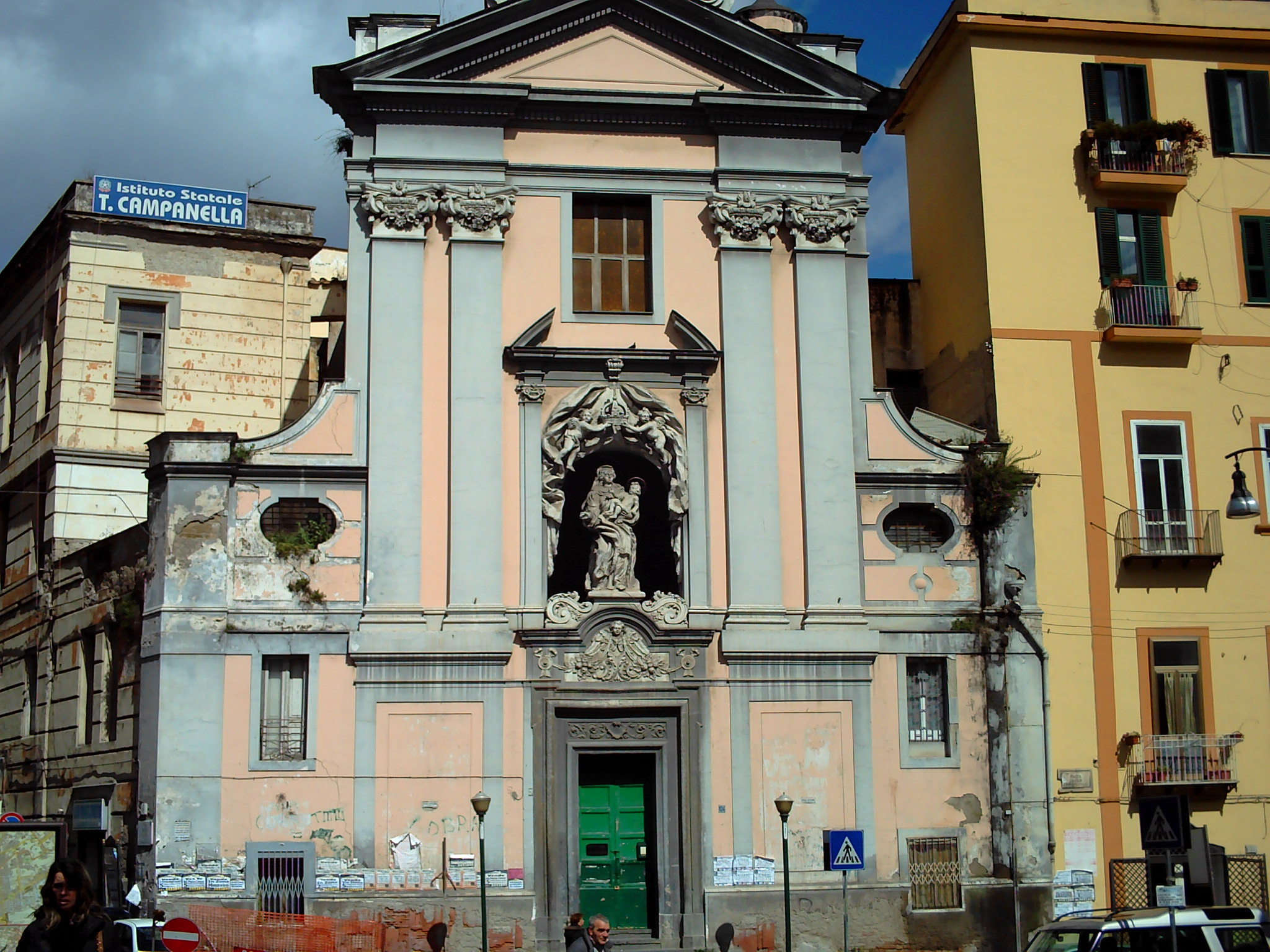
Rosariello alle Pigne: Facciata

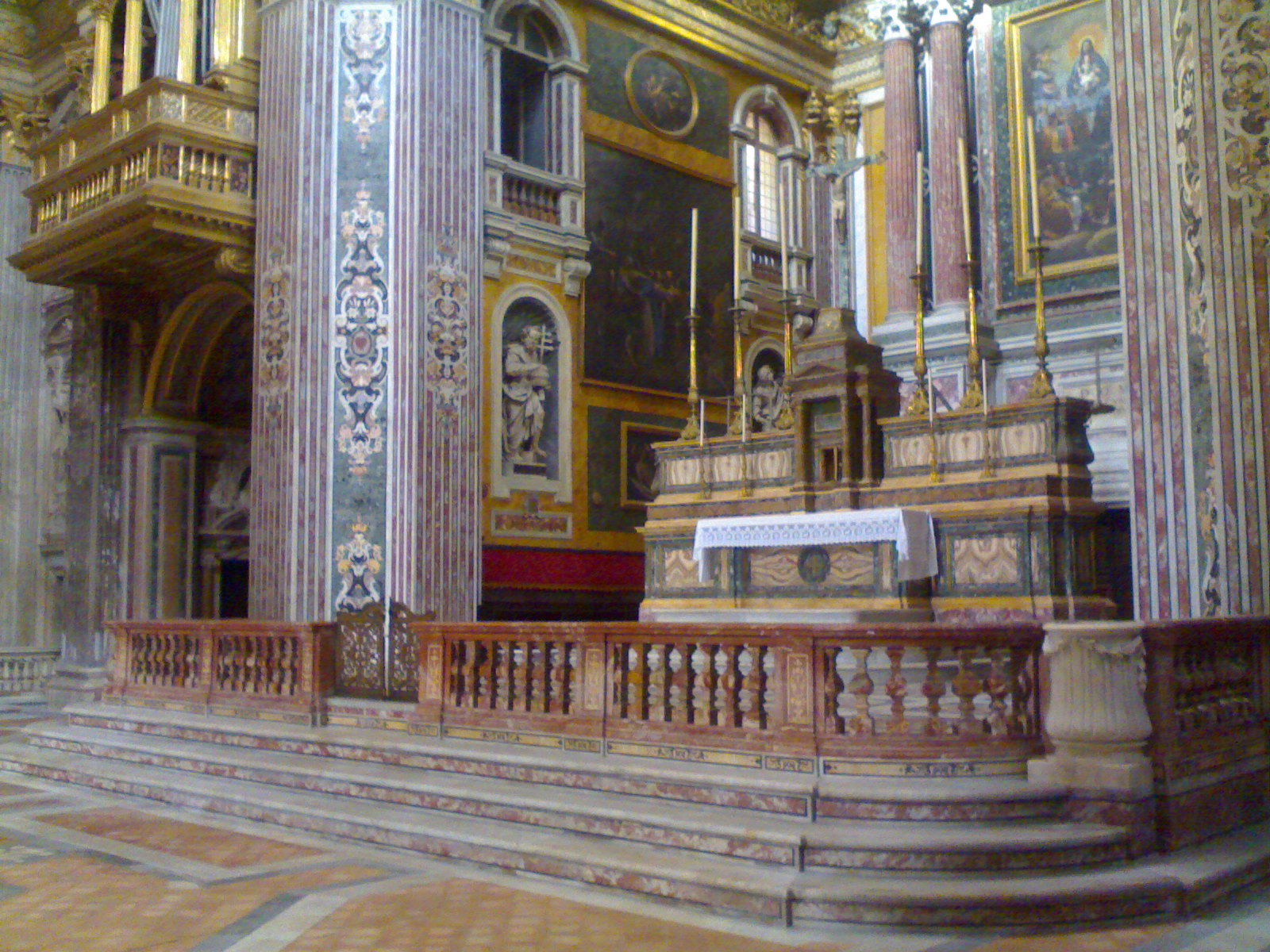
Girolamini: Altare

Arcangelo Guglielmelli (Napoli, 1648 – Napoli, 22 gennaio 1723) è stato un architetto, ingegnere e pittore italiano.

## Biografia
Nacque da Marcello e Caterina Vera, crebbe nell'abitazione di un certo Onofrio de Marino, pittore. La sua formazione avvenne sotto la guida del noto Dionisio Lazzari, che lo introdusse agli ordini religiosi più rappresentativi. Divenne, nel tempo, rivale di Francesco Solimena perché ricercava, a differenza di Solimena, nella consolidata tradizione napoletana. Questi fastidi procurarono non pochi danni sulla memoria dell'architetto che venne completamente trascurato da Bernardo De Dominici, che istigato dal Solimena stesso, non trattò nelle sue biografie sugli artisti napoletani il Guglielmelli. Guglielmelli fu anche pittore specializzato nelle quadrature collaborando con Luca Giordano tra i quali la Cacciata dei Mercanti del Tempio nella chiesa dei Gerolamini, e prima della definitiva rottura, con Solimena dove realizzò le architetture nel Miracolo delle Rose nella Chiesa di Donnaregina Nuova e prospettive nella sagrestia della basilica di San Paolo Maggiore.
Iniziò la sua attività come progettista di macchine effimere per la festa di San Gennaro nel 1671 e per le Quarantore nel 1677. Nel 1677 sposò la figlia di Onofrio de Marino, dal matrimonio nacquero due figli: Marcello Guglielmelli, architetto, e Gaetano, novizio nella chiesa di Santa Maria della Vita. Nello stesso anno lavorò alla ristrutturazione del presbiterio della chiesa del Gesù delle Monache, aggiungendo un cupolino, di riferimento culturale berniniano, che illumina l'altare. Nel 1678 fu attivo presso il complesso di Santa Maria della Consolazione e in una cappella della chiesa di Santa Maria della Stella, oggi non pervenuta a causa dei danni bellici.
Tra il 1682 e il 1684 fu il progettista degli stucchi nel complesso di Sant'Antonio delle Monache a Port'Alba, contemporaneamente progettò l'intervento della facciata della chiesa di Santa Maria in Portico, tuttavia i due terremoti sviluppano l'occasione per il rinnovo dell'apparato decorativo, ma nel contempo riuscì ad accogliere gli sviluppi architettonici da Roma introdotti dagli architetti della città papale. Dopo il sisma del 1688 si occupò del restauro della chiesa della Compagnia della Disciplina della Santa Croce. Dal 1690 al 1693 rifece completamente la chiesa di Santa Maria del Rosario alle Pigne, la struttura, caratterizzata da una planimetria a croce greca con bracci trasversali corti, possiede una facciata molto singolare: al centro si apre una nicchia che alloggia la statua della Vergine sotto un panneggio di matrice berniniana. Dal 1691 lavorò al completamento della chiesa di Santa Maria Egiziaca a Pizzofalcone. Al seguito dei danni provocati dal sisma, realizzò gli interventi di restauro e consolidamento nella Cattedrale di Amalfi e della Cattedrale di Salerno. Nella prima chiesa fu autore di rilevanti modifiche alla struttura originaria come la sostituzione dei pilastri alle colonne, murazione finestre, stucchi e cassettonato nella navata centrale. La facciata fu cancellata alla fine del XIX secolo e rifatta da Errico Alvino. Alla chiesa salernitana, i cui lavori durarono dal 1691 al 1697, fu eseguita un percorso di inglobamento delle precedenti strutture.
Dal 1691 al 1703 rifece completamente la chiesa di San Domenico di Barra. Il Guglielmelli trasformò la pianta ellittica di Giuseppe Nuvolo ed espanse il complesso, ma dal 1703 fu estromesso e il cantiere fu affidato a Francesco Solimena.
Nel 1692, su commissione di Antonio Sanfelice e di Carlo Celano, fu il progettista del restauro della Basilica di Santa Restituta; si occupò della soluzione berniniana del proscenio sorretto dagli angeli di Bartolomeo Ghetti che incornicia un dipinto di Lorenzo Vaccaro. Tra il 1692 e il 1693 progettò la nuova cupola della chiesa del Gesù Nuovo, abbattuta nel secolo successivo per dissesti; si occupò del restauro delle cappelle e realizzò i portali laterali con il fastigio del portale centrale realizzato da Pietro Ghetti e Bartolomeo. Nel 1693 sostituì Giovan Battista Contini come architetto ordinario dell'Abbazia di Montecassino e rimaneggiò la chiesa di San Germano a Cassino. Nel 1694 gli venne commissionato il progetto di espansione della chiesa di Santa Maria Donnalbina, aggiungendo un presbiterio con cupola. Contemporaneamente realizzò il completamento della chiesa di San Carlo all'Arena e di San Giorgio Maggiore e dal 1696 fu presso il cantiere di restauro della facciata della Basilica di San Paolo Maggiore, fu estromesso nel 1701. Nel 1699 si conclusero i lavori di rifacimento nella chiesa di Sant'Antonio Abate; nella chiesa si occupò della totale riorganizzazione decorativa della navata, tra le finestre dipinti di Domenico Viola e progettò il cassettonato e l'altare maggiore.
Nel 1703 assunse l'incarico, in collaborazione con Nicola de Marino, di completare la facciata della Chiesa dei Girolamini; nella stessa struttura vi aveva già realizzato tra il 1697 e il 1699 nelle cappelle dell'Immacolata Concezione e del Santissimo Sacramento lavorando anche come quadraturista di Giacomo del Pò e disegnò l'altare maggiore. Nello stesso complesso riprogettò la Biblioteca dei Girolamini che venne terminata nel 1727 da suo figlio. Tra il 1705 e il 1710 lavorò per i domenicani nella Basilica di Santa Maria della Sanità, fu autore della congrega di San Vincenzo Ferreri e fu, insieme a Cristoforo Schor, il progettista della macchina teatrale in marmi e stucco nel presbiterio della Basilica. Contemporaneamente, insieme al figlio Marcello, fu l'altefice del restauro della Chiesa di Sant'Angelo a Nilo. Tra il 1715 e il 1723 progettò la chiesa di Santa Maria delle Grazie, la chiesa fu completata da Giovan Battista Nauclerio. Nel frattempo fu attivo presso la chiesa di San Giuseppe dei Ruffi e, con l'assistenza di Marcello, realizzò la seconda calotta della cupola, la facciata (completata nel 1721) e diversi lavori nel monastero.
Il Guglielmelli morì nel 1723 e venne seppellito nella Chiesa dei Girolamini come attesta il certificato di morte conservato presso la parrocchia di Santa Maria dell'Avvocata in San Domenico Soriano. A Montecassino vi è una collezione di incisioni datate 1733, a dieci anni dalla morte, le incisioni sono state realizzate su riferimenti di disegni e tavole di progetto realizzate tra il 1697 e il 1699 dall'architetto stesso.

## Disegni di Montecassino

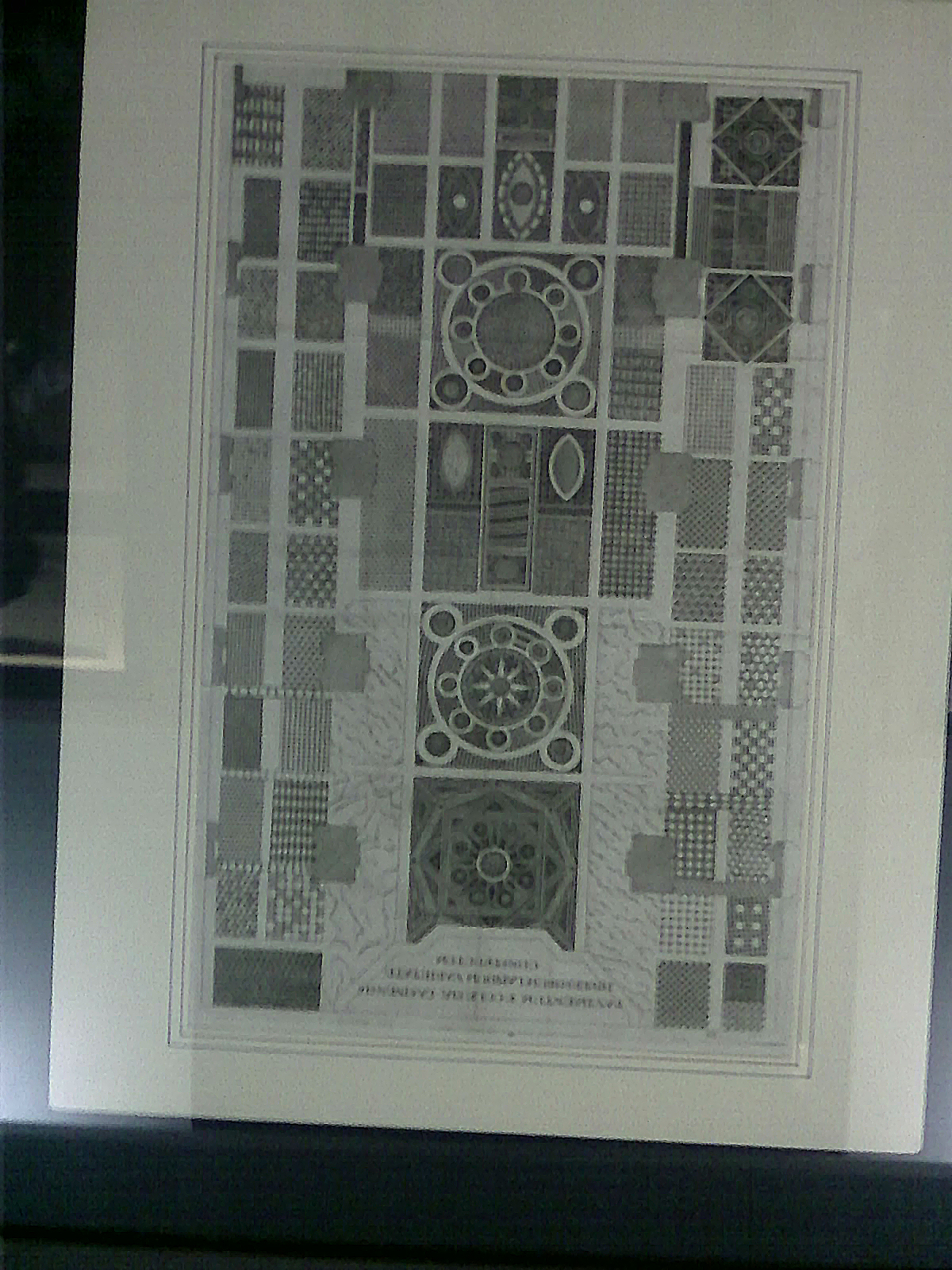
Pavimento della Chiesa dell'Abbazia
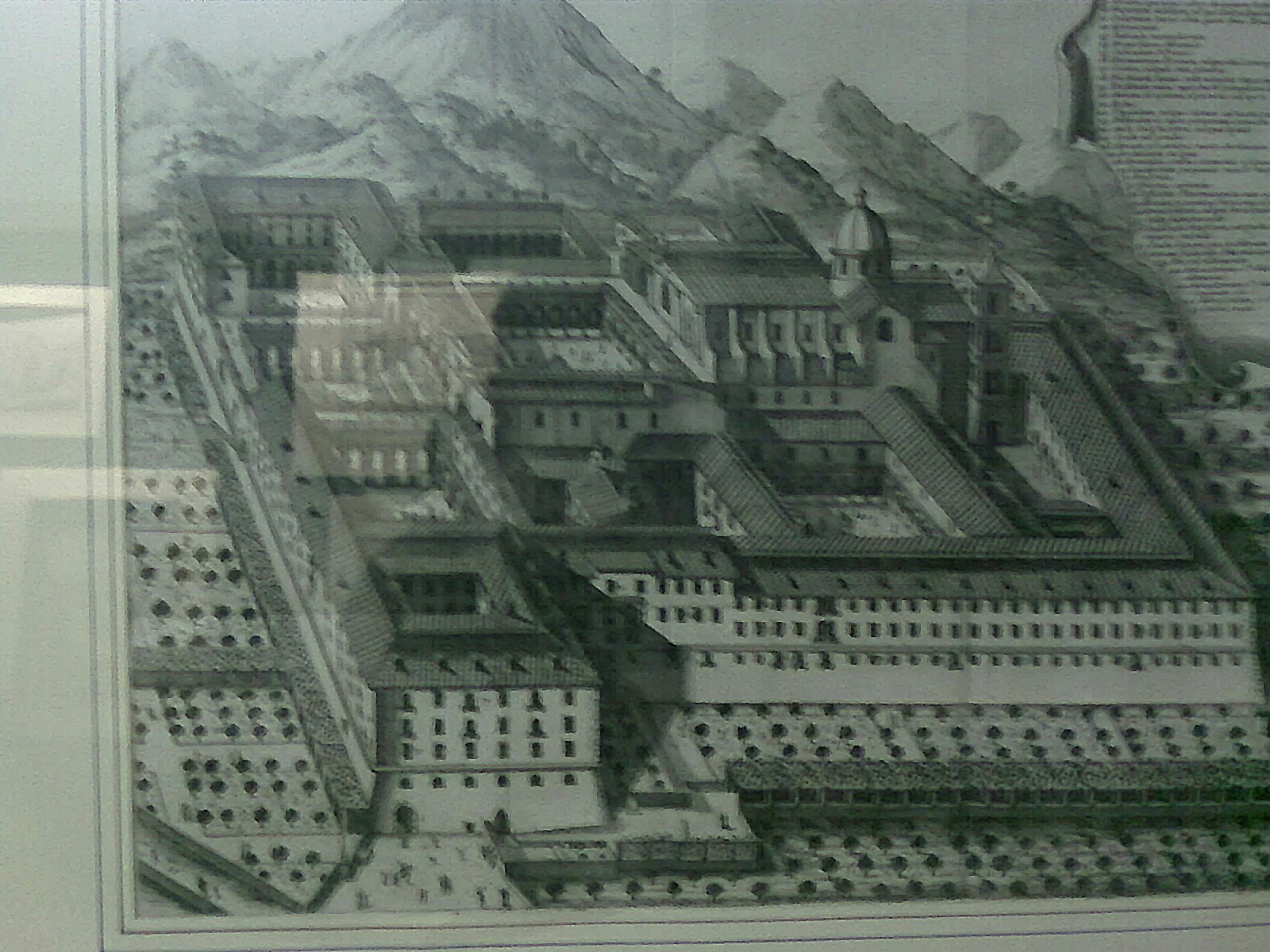
Vista del complesso abbaziale
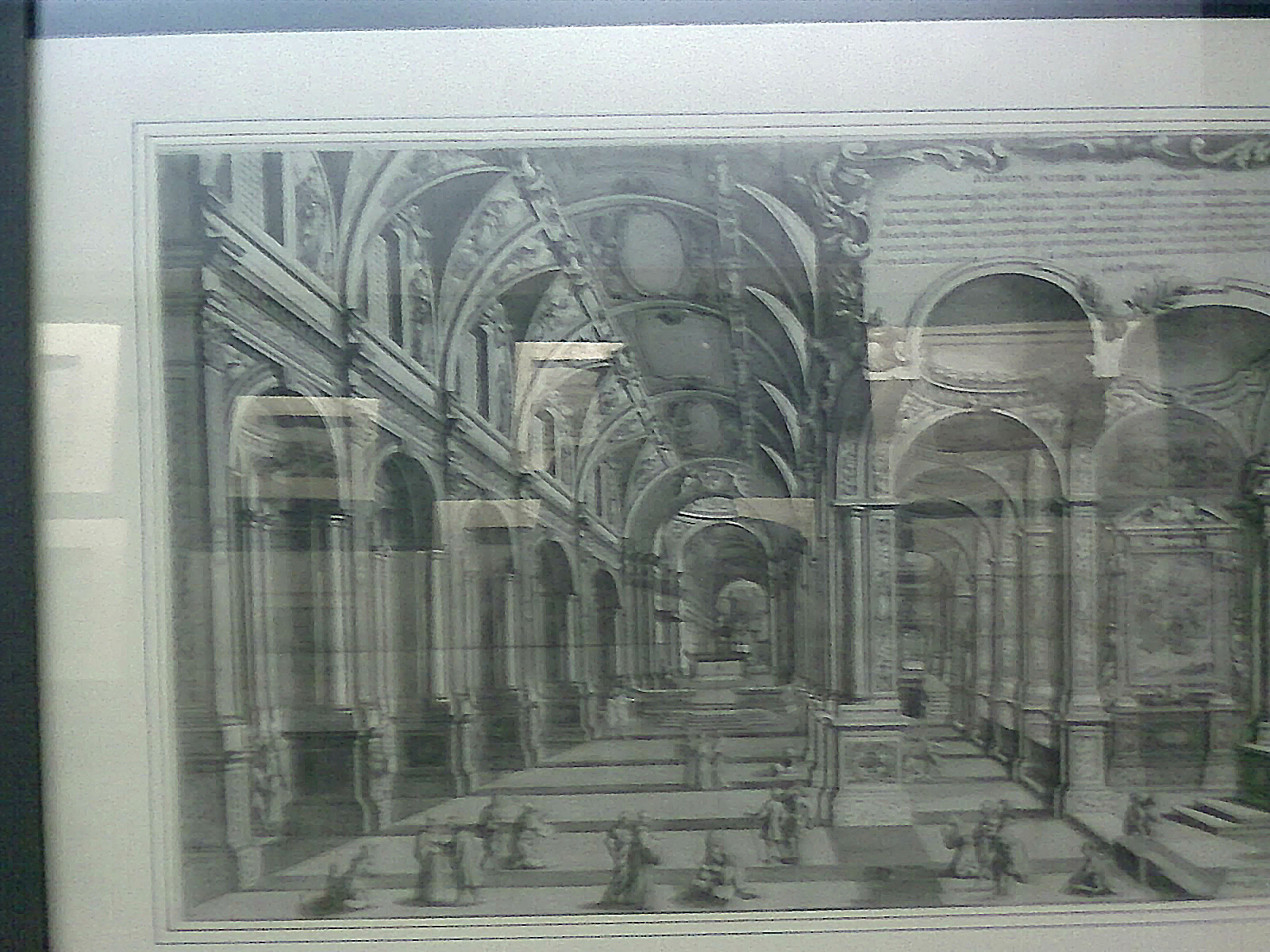
Spaccato della chiesa